# Os Charruas
Os Charruas são uma banda criada, em 1967, por estudantes da Escola de Regentes Agrícolas de Santarém. Foram uma das bandas que mais marcaram a batida «ié-ié», do final da década de 60, em Portugal.
O quarteto inicial era composto por Daniel Silva (viola baixo), Carlos Sardinha, (viola solo), João Baptista (bateria) e João Magalhães (voz e viola ritmo). 
Contemporâneos dos Sheiks e de Vítor Gomes e os Gatos Pretos, conquistaram um honroso terceiro lugar no 1º concurso de ié-ié realizado no antigo Cinema Império, em Lisboa.
Graças à fama obtida, adquiriram, em 1967, uma aparelhagem de som sofisticada para a altura que custou 160 contos (800 euros), uma quantia astronómica na altura. «Comprava-se um carro novo por 40 contos (200 euros). Eles confiaram em nós e nós correspondemos pagando, em prestações, sem dificuldades». Nessa época, Os Charruas já eram considerados um dos melhores grupos pop-rock portugueses.
Algumas das canções originais que cantavam por esse país fora «chegaram aos tops nacionais», casos de «Come on, Baby, Come on» ou «Love Are Words», compostas por Dany Silva e João Magalhães. «Eram as próprias editoras que lhes pediam que compuséssem em inglês, para que se tornasse um produto mais comercial», recordou mais tarde João Baptista .
O disco "Povo", um EP (disco de vinil a 45 rotações) com 4 canções, foi editado em 1968. A informação sobre a revolta da assistência quanto à classificação do júri está inscrita na contracapa do disco.
A carreira seria interrompida pela guerra colonial em África. Duas décadas depois, em 1994, regressaram pelas mãos de João Baptista. Decidem contratar novos membros para a banda, casos do tecladista Jorge Monteiro, da vocalista Katia Guerreiro (actualmente no fado), do guitarrista Filipe Mendes e do viola João Sardinha.
Em 1997, Os Charruas gravaram o CD "Amigo no Tempo", com temas de autores portugueses.
Discografia
- Povo (EP, Alvorada, 1968)
- Amigo no Tempo (CD, Gravisom, 1997)